# Неделино
Неделино (буг. Неделино) град је у Републици Бугарској, у јужном делу земље, седиште истоимене општине Неделино у оквиру Смољанске области.

## Географија
Положај: Неделино се налази у јужном делу Бугарске. Од престонице Софије град је удаљен 290 km југоисточно, а од обласног средишта, Смољана град је удаљен 55 km југоисточно.
Рељеф: Област Неделина се налази у области средишњег дела планинског ланца Родопа. Град се сместио у веома узаној долини Неделинске реке, на приближно око 530 метара надморске висине.
Клима: Због знатне надморске висине клима у Неделину је оштрији облик континенталне климе са планинским утицајима.
Воде: Кроз Неделино протиче истоимена Неделинска река горњим делом свог тока.

## Историја
Област Неделина је првобитно било насељено Трачанима, а после њих овом облашћу владају стари Рим и Византија. Јужни Словени ово подручје насељавају у 7. веку. Од 9. века до 1373. године област је била у саставу средњовековне Бугарске.
Крајем 14. века област Неделина је пала под власт Османлија, који владају облашћу 5 векова. Током османске владавине месно бугарско становништво је већим делом исламизовано.
1912. године град је постао део савремене бугарске државе. Насеље постоје убрзо средиште окупљања за села у околини, са више јавних установа и трговиштем.

## Становништво
По проценама из 2010. године Неделино је имало око 2.500 становника. Огромна већина градског становништва су етнички Бугари, делом и муслимански Помаци. Остатак су махом Роми. Последњих две деценије град има сталан пад становништва због удаљености од главних токова развоја у држави.
Претежан вероисповест месног становништва је ислам, а мањинска православље.